# Meriones unguiculatus
Meriones unguiculatus hay chuột nhảy Mông Cổ, là một loài chuột nhảy trong họ Chuột, bộ Gặm nhấm. Loài này được Milne-Edwards mô tả năm 1867. Đây là loài phổ biến nhất trong phân họ chuột nhảy, và là loài chuột nhảy thường được nuôi như thú cưng hoặc làm thí nghiệm, đôi khi nó còn được gọi là chuột nhảy thuần hóa. Giống như chuột cống vàng Syria, nó được tiến sĩ Victor Schwentker mang đến Hoa Kỳ đầu tiên năm 1954 để nghiên cứu.

## Hình ảnh

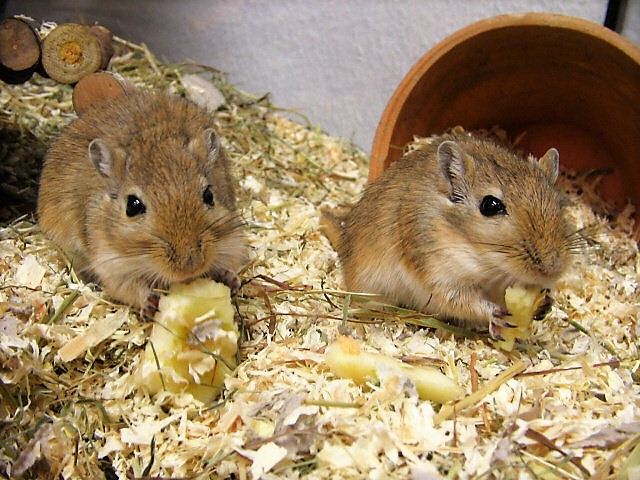
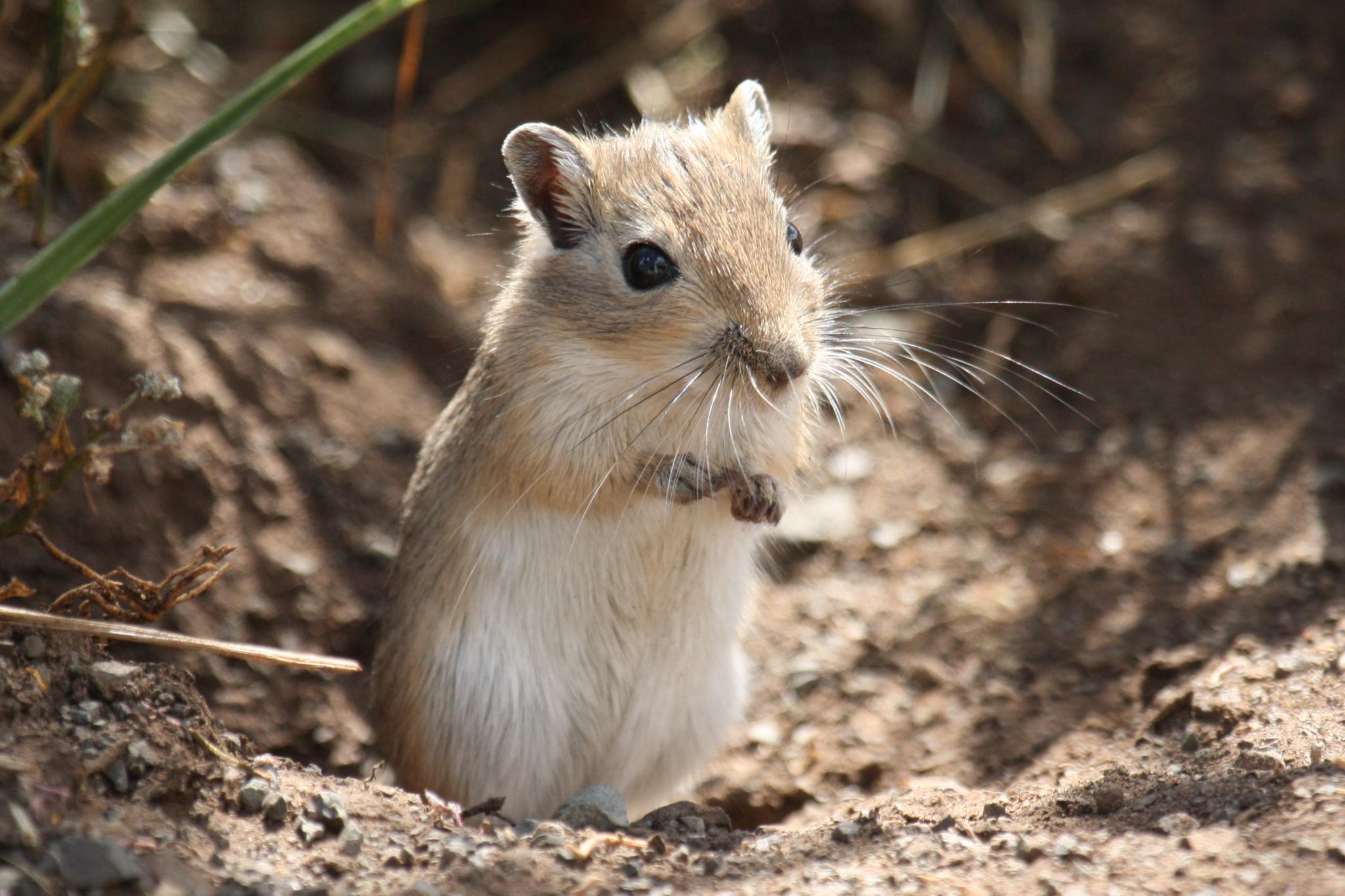
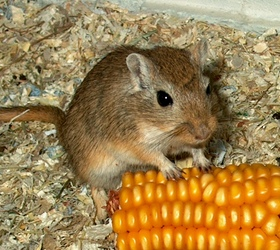

- Tập tin:Tập